# Сич
Сичеви су места у измишљеном свету „Дине“ Френка Херберта, смештена на Аракису, у којима живе Фремени. Тражећи најпогоднија места за живот у суровом поднебљу Аракиса, Фремени су изабрали многобројне ергове разбацане по пустињи планете за своје домове. Ергови су били преуређени тако да се живот могао одвијати одвојено од спољашњих утицаја топлоте и минималне влаге. Укопавањем бројних одаја и ходника у камену подлогу настајали су сичеви. Највећи од њих су мерили и по пар стотина километара катакомби. Улази у сичеве су били намерно скривани, да уљези (често и чланови заједница других сичева) не би нашли пут до њих. Како је вода најдрагоценија материја на овој планети, изнад сичева, у стенама, били би уграђивани ваздушни филтри. Они би током целог дана без престанка сакупљали оно мало влаге што је било у ваздуху.
Поред стандардних одаја за живот, постојао је известан број одаја које је сваки сич морао имати, а то су: одаја за прераду воде, одаја са Црвом, одаја за оргије, одаја за Сајадину и зборна одаја. Свака од поменутих просторија је крајње скромно уређивана женским ручним радовима, грнчаријом и разним оружјем. Разлог скромности у намештању одаја је та што би се Фремени морали често селити из једног сича у други, а ове сеобе су се учестале доласком Куће Харконен на власт на Аракису. 
Најпознатији сич на Аракису, уједно и најскривенији од свих, назва се на фременском Јакаруту. У њему је живело племе такозваних „крадљиваца воде“ - уместо да сакупљају воду преко ваздушних филтара, ови Фремени су ловили припаднике других племена, а понекад и своје саплеменике, и њихова тела даље обрађивали у одајама за прераду воде. Сви становници овог сича су убијени у хајци коју су припадници других племена спровели много пре него што је Аракис додељен као феуд барону Владимиру Харконену.